# David et Goliath (film, 1910)
Pour les articles homonymes, voir David et Goliath.
 (août 2025).
Pour plus de détails, voir Fiche technique et Distribution.
David et Goliath est un film français réalisé par Henri Andréani et sorti en 1910.

## Fiche technique
- Titre : David et Goliath
- Réalisation : Henri Andréani
- Société de production :
- Société de distribution : Pathé Consortium Cinéma
- Pays d'origine :  France
- Format : noir et blanc — film muet
- Genre : Péplum

## Distribution
- Berthe Bovy : David
- Louis Ravet : Goliath
- René Alexandre : Saul
- Stacia Napierkowska